# Aufschießende Waffe

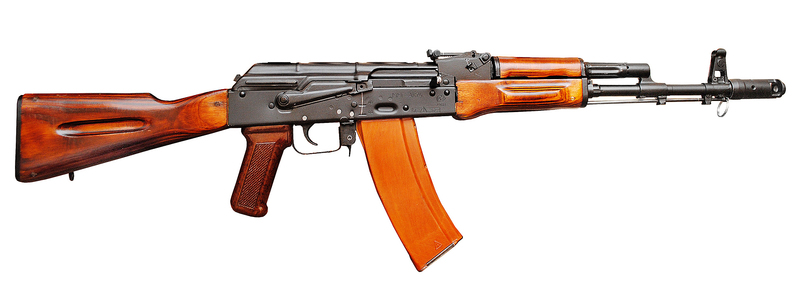
AK-74 als Beispiel einer aufschießenden Waffe

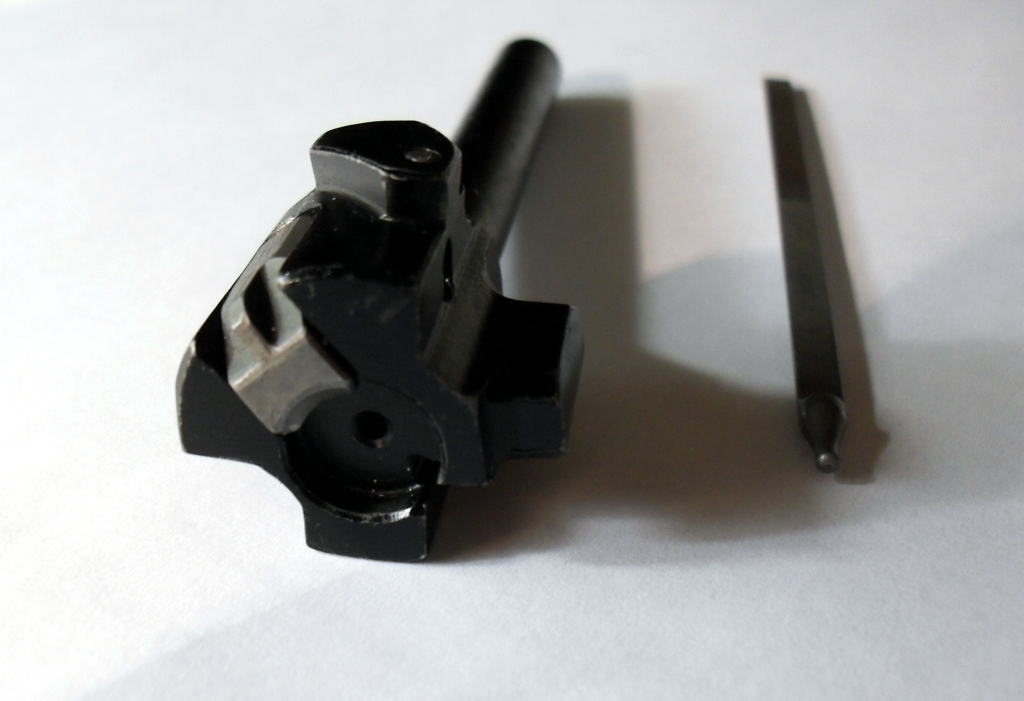
Verschlusskopf einer AK-74 mit einem separat per Schlagstück betätigten Schlagbolzen

Bei aufschießenden Waffen ist vor der Betätigung des Abzugs der Verschluss geschlossen (engl. closed bolt), d. h. in seiner vorderen Stellung, und die Patrone befindet sich bereits im Patronenlager. Erst nachdem das Schlagstück separat auf den Schlagbolzen schlägt, wird der Schuss ausgelöst. Der Verschluss bewegt sich erst nach der Schussauslösung, um die Hülse auszuwerfen und eine neue Patrone zuzuführen („das Patronenlager wird aufgeschossen“). 
Aufschießende Waffen sind wegen der erst nach dem Schuss bewegten Verschlussmasse präziser als zuschießende Waffen. Darüber hinaus sind sie durch den vorne stehenden Verschluss besser gegen eindringenden Schmutz geschützt. Da bei geschlossenem Verschluss nicht erkennbar ist, ob sich eine Patrone im Lager befindet, haben einige dieser Waffen einen Ladestandanzeiger, beispielsweise einen Stift, der sicht- und fühlbar aus dem Waffengehäuse hervorsteht, wenn sich eine Patrone im Patronenlager befindet. Bei der Pistole 08 ist der im geladenen Zustand heraustretende Auszieher mit dem Wort „Geladen“ beschriftet, das schweizerische Sturmgewehr 57 hat einen oben aus dem Gehäuse herausragenden Ladeanzeiger.
Eine aufschießende Waffe kann eine Patrone im Patronenlager mitführen. Dadurch kann die Waffe eine Patrone mehr mitführen, als das Magazin erlaubt.
Die meisten Selbstladepistolen, Sturmgewehre und modernen Maschinenpistolen sind aufschießende Waffen. Beispiele sind das Sturmgewehr HK G3, die Maschinenpistole HK MP5, das HK G36, das M16 und die Kalaschnikow.

Nachteilig ist die mögliche Selbstzündung der Patrone im überhitzten Patronenlager. Zudem kann übersehen werden, dass sich bei herausgenommenem Magazin immer noch eine Patrone im Patronenlager befindet. Es besteht zudem die Gefahr, dass die Patrone zündet, sobald sie sich im Patronenlager befindet (Frühzündung, engl. slamfire).

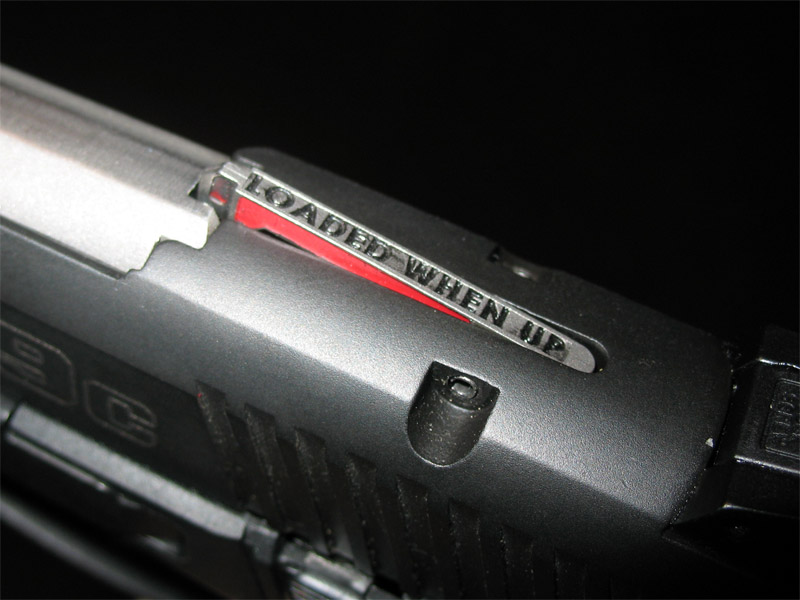
Bei der Ruger SR9 dient der Auszieher auch als Ladestandsanzeige.
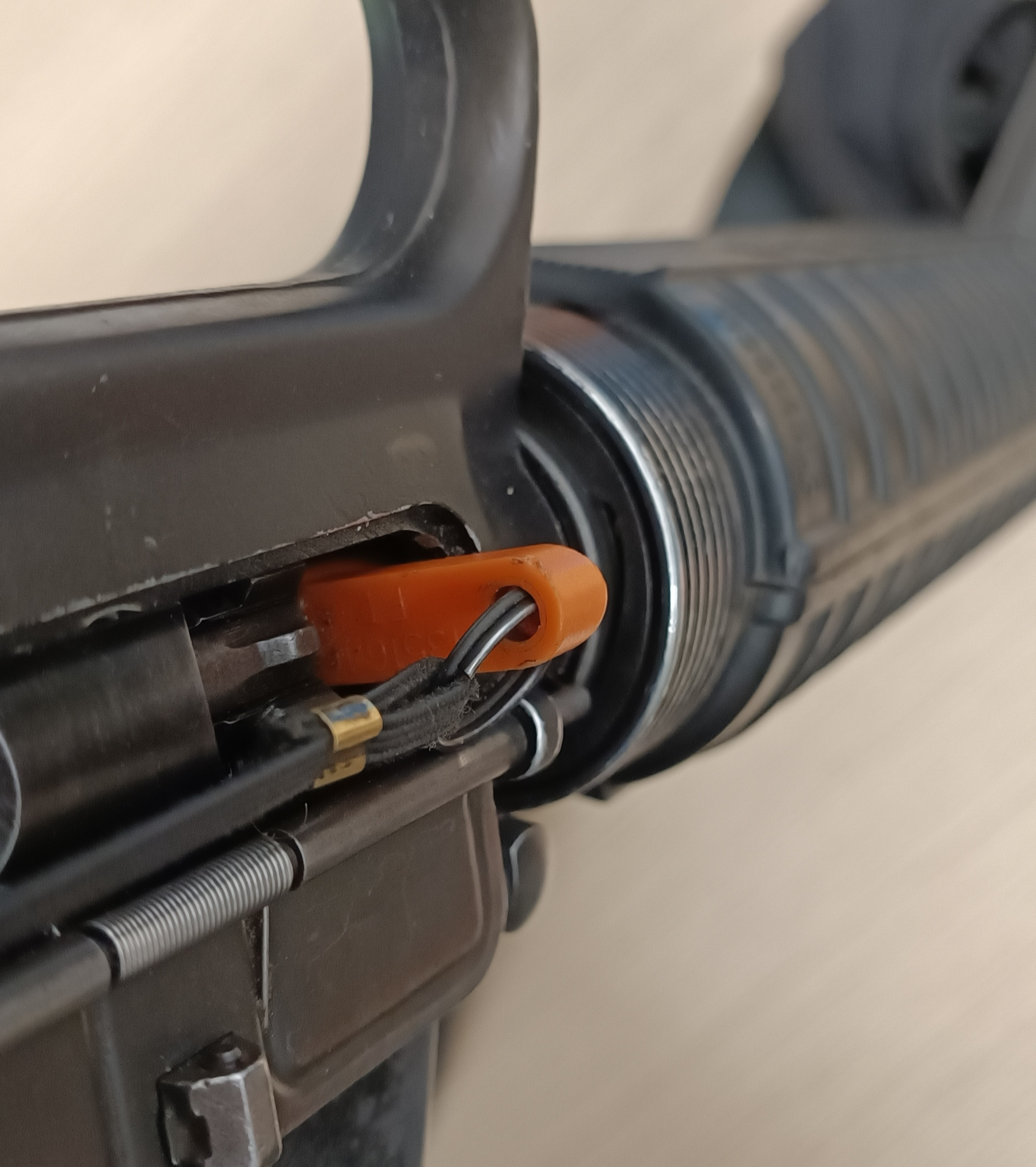
M16 mit einer Leeres-Patronenlager-Anzeige (engl. empty chamber indicator)
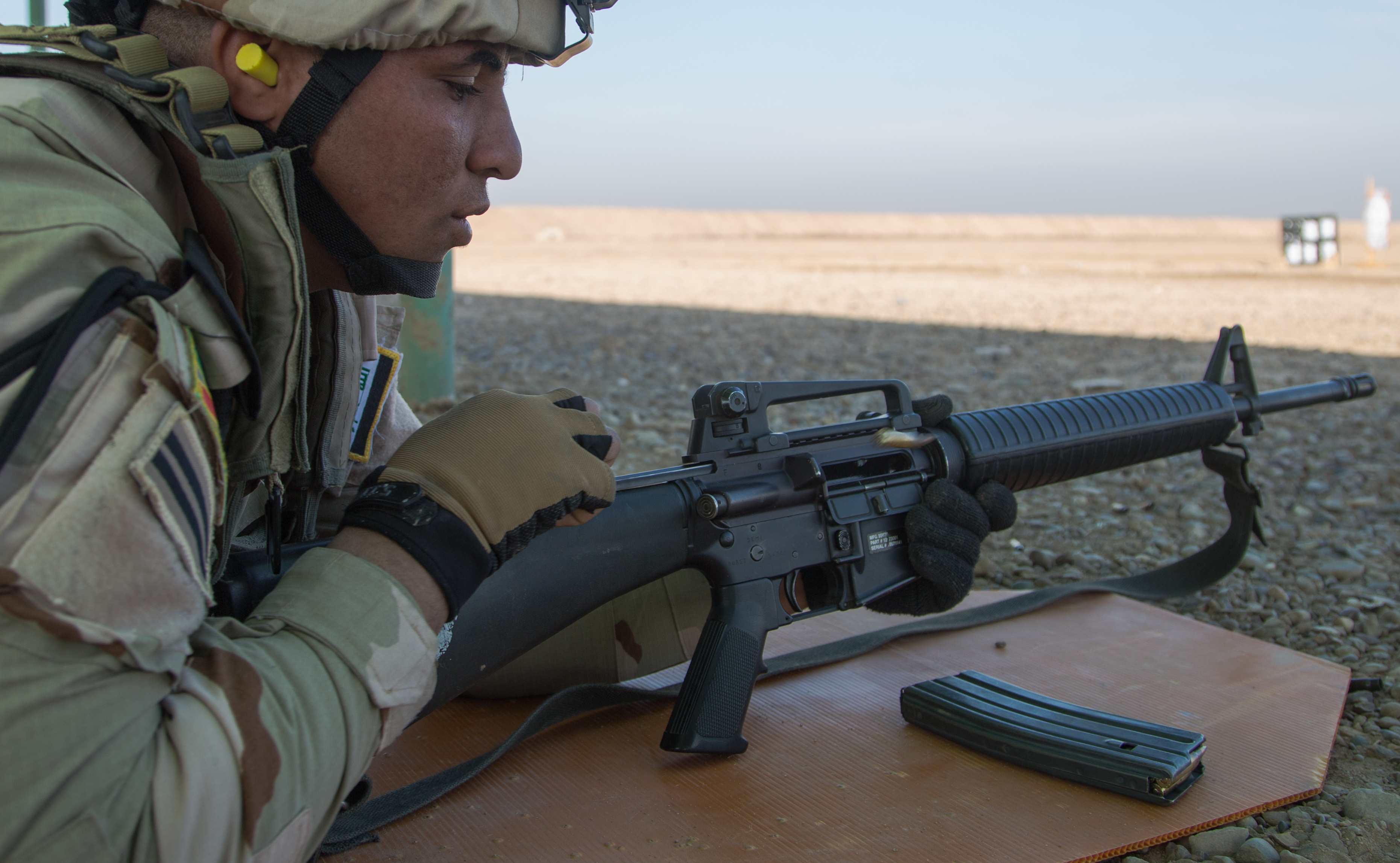
Nachdem das Magazin entfernt wurde, zieht der Schütze den Spannhebel zurück, um die Patrone aus dem Patronenlager zu entfernen. Erst danach ist die Waffe ungeladen.
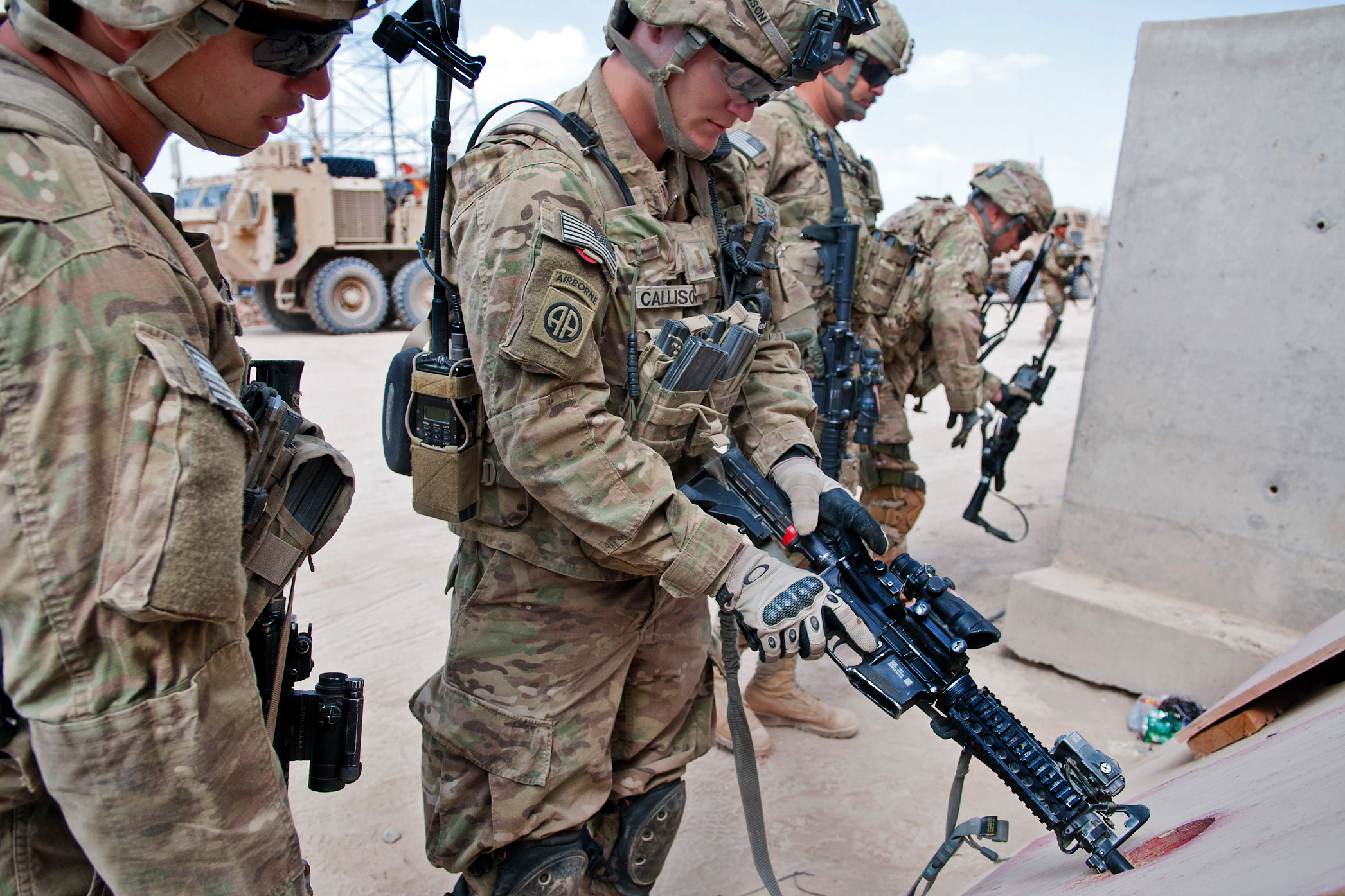
Waffe wird an einer Entladestation entladen.

## Sonderfall Kombinationswaffe
Zwei der wenigen außergewöhnlichen Handfeuerwaffen, die über beide  Modi verfügen – bei Einzelfeuer aufschießend, bei Dauerfeuer zuschießend – sind das Fallschirmjägergewehr 42 sowie das US-amerikanische Johnson M1941/M1944.